# Ildebrand (dokumentarfilm)
 For alternative betydninger, se Ildebrand (flertydig). (Se også artikler, som begynder med Ildebrand)
Ildebrand er en dansk dokumentarfilm fra 1916 med ukendt instruktør.

## Handling
Denne artikel mangler et handlingsreferat. Hjælp os med at skrive det.